# Ichillin'
Ichillin' (кор. 아이칠린; стилізується як ICHILLIN') — південнокорейський жіночий гурт з семи учасниць, створений KM Entertainment у 2021 році. На даний момент гурт складається з семи учасниць: Джіюн, І.Чі, Джекі, Джуні, Черін, Єджу та Човон. Колишня учасниця Сохі покинула гурт 15 липня 2022 року, а Джіюн приєдналася 25 жовтня того ж року. Гурт дебютував 8 вересня 2021 року з цифровим синглом «Got'Ya».

## Назва
Ichillin' — це поєднання слів «Aisling», що означає «сон» і «бачення», і «Chillin», що означає «розслаблення» або «прохолода». Ця назва створена з надією спонукати слухачів їхньої музики мріяти та розслаблятися.

## Кар'єра

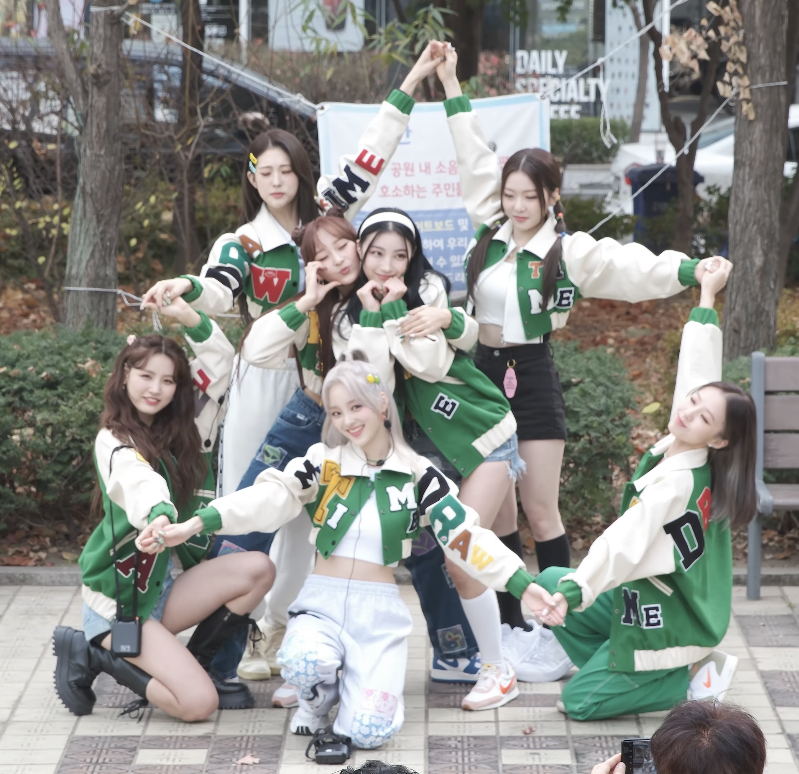
Ichillin' на фанзустрічі у листопаді 2022 року

### 2021: дебют ізGot'Yaта повернення зFresh
Ichillin' мали дебютувати 25 серпня 2021 року, але дебют був відкладений, щоб покращити альбом. Згодом гурт дебютував зі своїм першим цифровим синглом «Got'Ya» 8 вересня 2021 року, через два тижні після запланованої дати дебюту.
Потім гурт вперше повернувся 11 листопада того ж року з другим цифровим синглом «Fresh».

### 2022:Bridge of Dreams, зміни у складі таDraw (My Time)
27 квітня 2022 року гурт випустив свій перший мініальбом Bridge of Dreams, а титульною композицією альбому стала «Play Hide & Seek». З 11 червня гурт також почав просувати бі-сайд «La Luna», який вийшов на цьому ж альбомі.
15 липня KM Entertainment оголосили, що Сохі залишає гурт після обговорень між двома сторонами. 25 жовтня було підтверджено, що Чон Джі Юн, яка брала участь у Girls Planet 999, приєднається до гурту.
Гурт мав намір випустити свій третій цифровий сингл «Draw (My Time)» 3 листопада, однак його було перенесено на 10 листопада через тисняву у Сеулі на Хелловін.

### 2023:Challenger
Гурт випустив свій четвертий цифровий сингл «Challenger» 23 березня 2023 року, а «Alarm» стала заголовною піснею.
19 липня вийшов другий мініальбом гурту I'm On It!, з головним синглои «Kick-Start». До мініальбому також увійшли попередні три цифрових сингли: «Draw», «Alarm» та «Siren».

## Учасниці

### Дійсні
- Джіюн (지윤)[17]
- І.Чі (이지) — лідерка[18]
- Джекі (재키)[19]
- Джуні (주니)[20]
- Черін (채린)[21]
- Єджі (예주)[22]
- Човон (초원)[23]

### Колишні
- Сохі (소희)[24]

## Дискографія

### Мініальбоми
| Назва            | Деталі | Пікові позиції у чартах | Продажі                 |
| Назва            | Деталі | KOR                     | Продажі                 |
| ---------------- | --- | ----------------------- | ----------------------- |
| Bridge of Dreams | - Реліз: 27 квітня 2022 - Лейбл: KM Entertainment, Kakao Entertainment - Формат: CD, цифрове завантаження, стриминг Трек-лист 1. «La Luna» (кор. 달의 아이) 2. «Play Hide & Seek» (кор. 꼭꼭 숨어라) 3. «1+1» (약속해줘요) 4. «Got'Ya» 5. «Fresh» 6. «Play Hide & Seek» (кор. 꼭꼭 숨어라) (inst.) 7. «1+1» (약속해줘요) (inst.) | 63                      | Н/Д                     |
| I'm On It!       | - Реліз: 19 липня 2023 - Лейбл: KM Entertainment, Kakao Entertainment - Формат: CD, цифрове завантаження, стриминг Трек-лист 1. «Kick-Start» 2. «Meme» 3. «Draw» 4. «Alarm» 5. «Siren» | 22                      | - Південна Корея: 9,347 |
| Feelin' Hot      | - Реліз: 7 березня 2024 - Лейбл: KM Entertainment, Kakao Entertainment - Формат: CD, цифрове завантаження, стримінг Трек-лист 1. «Bite Me» 2. «Demigod» 3. «On My Lips» 4. «La Luna» (달의 아이) (2024 Ver.) 5. «On My Lips» (inst.)                                                                                             | В очікуванні            | В очікуванні            |

### Сингли
| Назва                                                                            | Рік  | Пікові позиції у чартах | Альбом                                 |
| Назва                                                                            | Рік  | KOR Down.               | Альбом                                 |
| -------------------------------------------------------------------------------- | ---- | ----------------------- | -------------------------------------- |
| «Got'Ya»                                                                         | 2021 | —                       | Bridge of Dreams                       |
| «Fresh»                                                                          | 2021 | —                       | Bridge of Dreams                       |
| «Play Hide & Seek» (кор. 꼭꼭 숨어라)                                            | 2022 | 198                     | Bridge of Dreams                       |
| «Draw»                                                                           | 2022 | 154                     | My Time                                |
| «10 Minutes»                                                                     | 2023 | —                       | The Next: K-pop Girl Groups' VR Battle |
| «Alarm»                                                                          | 2023 | 92                      | Challenger/I'm On It!                  |
| «Siren»                                                                          | 2023 | —                       | Challenger/I'm On It!                  |
| «Kick-Start»                                                                     | 2023 | 105                     | I'm On It!                             |
| «Bite Me»                                                                        | 2024 | —                       | Feelin' Hot                            |
| «Demigod»                                                                        | 2024 | 116                     | Feelin' Hot                            |
| «On My Lips»                                                                     | 2024 | —                       | Feelin' Hot                            |
| «—» релізи, що не потрапили у чарти або не були випущені у відповідних регіонах. |      |                         |                                        |

## Фільмографія

### Веб-шоу
| Рік  | Назва                                   | Нотатки             | Прим.  |
| ---- | --------------------------------------- | ------------------- | ------ |
| 2023 | Dancing Dol Stage: Season 2             | Учасниці 2-ге місце | [ 28 ] |
| 2023 | The Next — K-pop Girl Groups' VR Battle | Учасниці 1-місце    | [ 29 ] |

## Концерти
- Your Time (2022)[30]

## Амбасадорство
- Почесний посол Kosunnae Abandoned Animal Welfare Association (2022)[31]

## Нагороди і номінації
| Нагорода              | Рік  | Категорія                  | Номінант / робота | Результат | Прим.         |
| --------------------- | ---- | -------------------------- | ----------------- | --------- | ------------- |
| Korea Cable TV Awards | 2023 | Cable TV Star Award — Idol | Ichillin'         | Перемога  | [ 32 ] [ 33 ] |